# Rhythm of Youth (musikalbum)
Rhythm of Youth är gruppen Men Without Hats första fullängdsalbum och släpptes 1982. Låten "The Safety Dance" blev en hit.

## Låtlista
Samtliga låtar skrivna av Ivan Doroschuk.
1. "Ban the Game"
2. "Living in China"
3. "The Great Ones Remember"
4. "I Got the Message"
5. "Cocoricci (Le Tango des Voleurs)"
6. "The Safety Dance"
7. "Ideas for Walls"
8. "Things in My Life"
9. "I Like"
10. "The Great Ones Remember (Reprise)"
11. "Antarctica"